# Lee Teng-hui
Pour les articles homonymes, voir Lee.
Dans ce nom chinois, le nom de famille, Lee, précède le nom personnel Teng-hui.
Lee Teng-hui (chinois traditionnel : 李登輝 ; pinyin : Lǐ Dēnghuī ; pe̍h-ōe-jī : Lí Teng-hui), né le 15 janvier 1923 à Sanzhi (Taïwan) et mort le 30 juillet 2020 à Taipei, est un homme d'État de la république de Chine (Taïwan), membre du Kuomintang. Il est président de la république de Chine de 1988 à 2000.

## Biographie

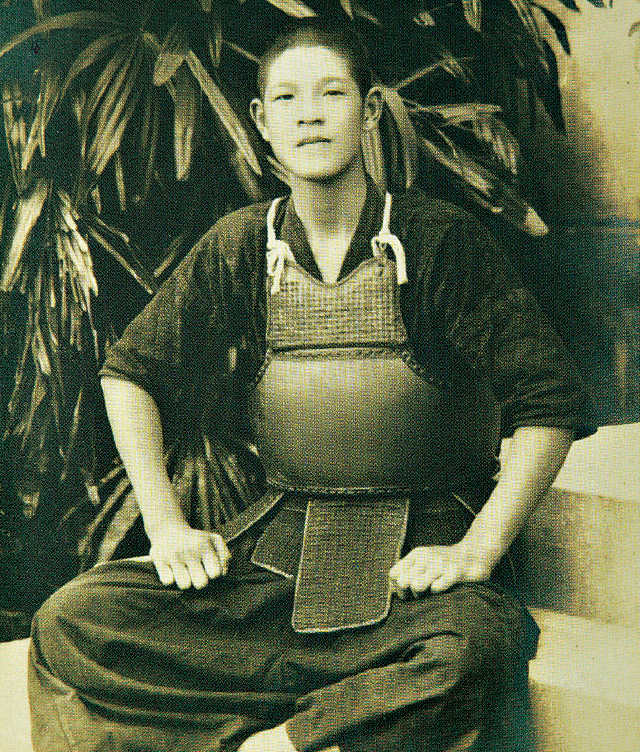
Lee Teng-hui jeune, date inconnue.

Durant la Seconde Guerre mondiale, alors que Taïwan faisait partie de l'empire du Japon, Lee Teng-hui et son frère se sont tous les deux enrôlés (volontairement[réf. nécessaire]) dans l'armée japonaise (voir l'article « soldats taïwanais de l'armée impériale japonaise »). Son frère a d'ailleurs été tué aux Philippines.
Vice-président de la république de Chine à Taïwan à partir de 1984, il devient président 15 janvier 1988, à la mort du président Chiang Ching-kuo dont il achève le mandat, avant d'être élu en 1990 et réélu en 1996. Il est également président du parti Kuomintang (KMT) de 1988 à 2000. 
Sa présidence est marquée par la continuation des réformes démocratiques majeures lancées par Chiang Ching-kuo, qui amène la transformation du pouvoir en faveur d'une démocratie électorale. Il promeut aussi le mouvement de localisation de Taïwan et mène une politique étrangère agressive pour gagner de nouveaux alliés diplomatiques. Sous la pression des États-Unis, il doit arrêter le programme nucléaire militaire de Taiwan. Ses détracteurs l'accusent de corruption et d'être un défenseur secret de l'indépendance de Taïwan. À l'issue de son mandat, Lee Teng-hui confirme une partie de ces opinions en se faisant un fervent défenseur de l'indépendance de l'île et comme « leader spirituel » de l'Union pour la solidarité de Taïwan.
Lee Teng-hui meurt le 30 juillet 2020 au Taipei Veterans General Hospital à l'âge de 97 ans des suites d'un choc septique et d'une défaillance de plusieurs organes après avoir été hospitalisé pendant plus de cinq mois.
Le 14e dalaï-lama a adressé ses condoléances à la femme de Lee, Mme Tseng Wen-hui et à sa famille, en ces termes : « J'ai eu l'honneur de rencontrer votre mari lors de ma première visite à Taïwan en 1997 alors qu'il était le premier président élu par le peuple. Par la suite, nous nous sommes rencontrés à nouveau à Taïwan et lors de forums pour la paix ailleurs et je le considère comme un ami personnel ».